# グルコース-6-リン酸脱水素酵素欠損症

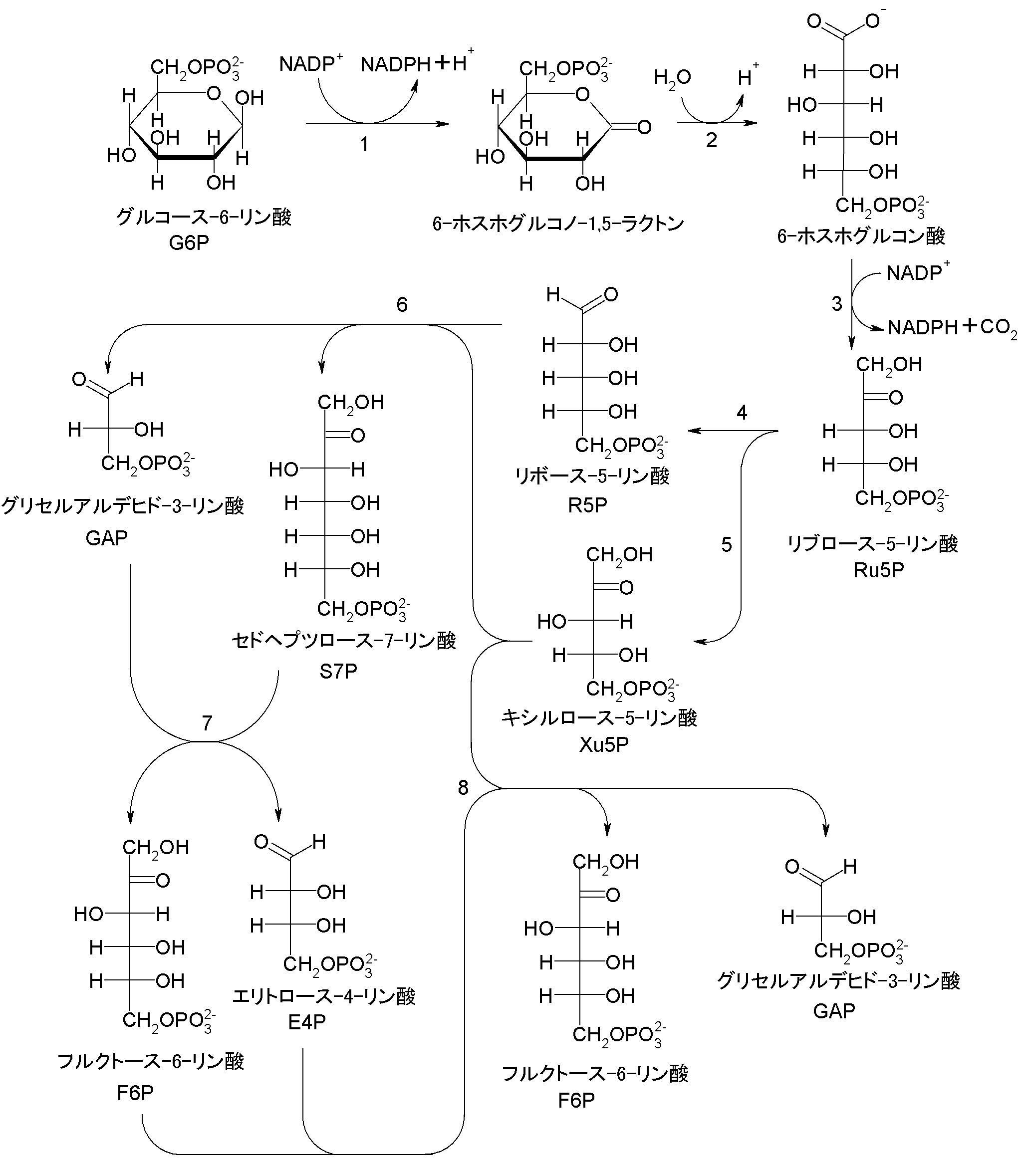
ペントースリン酸経路

酸化型グルタチオン(GSSG)

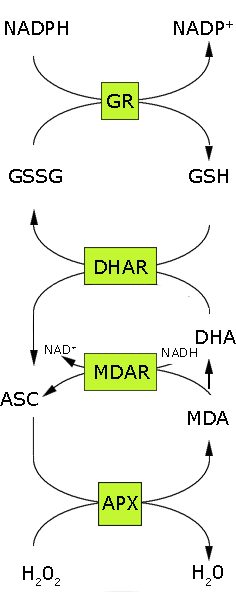
グルタチオン-アスコルビン酸回路、NADPH、NADP+、GR:グルタチオンレダクターゼ、GSH:グルタチオン、GSSG:グルタチオンジスルフィド、DHAR:デヒドロアスコルビン酸レダクターゼ、DHA:デヒドロアスコルビン酸、MDAR:モノデヒドロアスコルビン酸レダクターゼ (NADH)、MDA:モノデヒドロアスコルビン酸、ASC:アスコルビン酸、APX:アスコルビン酸ペルオキシダーゼ、H2O2、H2O

グルコース-6-リン酸脱水素酵素欠損症（ぐるこーす6りんさんだっすいそこうそけっそんしょう、英: glucose-6-phosphate dehydrogenase deficiency, G6PD欠損症）とは、X染色体上にコードされている酵素の欠損により起こる遺伝子疾患の1つである。グルコース-6-リン酸デヒドロゲナーゼ欠損症などとも呼ばれる。赤血球がもろくなることにより溶血性貧血などを引き起こすが、一方で鎌状赤血球症などと同じくマラリア原虫に抵抗性があり、マラリアの蔓延地域では自然選択で有利であるという特徴も持つ。グルコース6リン酸脱水素酵素欠損のヒトは世界で4億人に達すると言われ、ヒトの酵素欠損症としては最多の疾患である。

## 概要
グルコース-6-リン酸脱水素酵素欠損症の患者はグルコース-6-リン酸デヒドロゲナーゼが遺伝的に欠損しており、NADP+が還元されずNADPHが不足する。このため酸化型グルタチオン(GSSG)を還元できず還元型グルタチオンが不足し、体に発生する活性酸素が除去できないという病態を生じる。詳細を以下に説明する。
グルコース-6-リン酸脱水素酵素欠損症では、ペントースリン酸経路のグルコース-6-リン酸 → ホスホグルコノラクトンの反応(右図の1)を触媒する酵素が欠損しているため反応が進まなくなり、結果として6-ホスホグルコン酸 → リブロース-5-リン酸の反応(右図の3)も進まなくなる。これら2つの反応では補酵素を NADP+ → NADPH へと還元しているが、これらの反応が進まなくなることによりNADPHが不足する。
一方、人間の体は常に活性酸素が発生している。活性酸素は反応性が高いため体に様々な問題を起こすが、それを除去する人間の備えがグルタチオン（GSH）である。グルタチオンは自身が酸化されグルタチオンジスルフィド（GSSG）になることにより、相手を還元し活性酸素を除去する。ただ、そのままではGSHがすべてGSSGになってしまい、還元剤としての作用が止まってしまう。そのため、GSSGを還元し再びGSHを作り出す補酵素NADPHが必要となる。
しかし、グルコース-6-リン酸脱水素酵素欠損により補酵素NADPHを充分に供給できないため酸化型グルタチオン(GSSG)を還元できず還元型グルタチオン(GSH)が不足し活性酸素の除去が充分にできなくなる。
酸素を媒介する赤血球の細胞膜にて活性酸素をうまく処理できず脂質過酸化反応により細胞膜が損傷されると溶血を起こす。
溶血すると脾臓や肝臓などで処理されビリルビンが生成するが代謝速度以上に多くの溶血が起きたり、肝臓の機能が何らかの理由で低下していると目や皮膚などにビリルビンが沈着し黄疸の症状を呈する。溶血性貧血の症状を起こすこともある。

## 頻度 / 分布
地域差が大きい。アフリカ、地中海沿岸、西アジア、南アジア、東南アジアの地域やその出身者に多く、特にアフリカ系黒色人種では11% - 26%という高い有病率をもつ。
これはマラリアに対し、この疾患が高い優位性を持っていることを示している。

## 治療
グルコース-6-リン酸脱水素酵素欠損症は臨床症状はあまりないが、酸化的な損傷には過敏であるためその注意を行う。

## 注意が必要な薬剤
グルコース-6-リン酸脱水素酵素を欠損している者には、幾つかの薬剤を使用できないことが知られている。例えば、マラリア治療薬の1種であるプリマキンを使用すると、溶血するので使えない。また、中等度以上のメトヘモグロビン血症が起こっている際に投与が検討されるメチレンブルーも、この酵素が欠損しているとメチレンブルーが作用するのに必要なNADPHを生体が充分に用意できないので使えない。他、ラスブリカーゼによっても、メトヘモグロビン血症や溶血性貧血が起こりやすい。他にも、アセトアニリド、スルファニルアミドも使用すると溶血が起こる。